# فيرناندو زونزونيغي
فرناندو زونزوننيغي رودريغيز (بالإسبانية: Fernando Zunzunegui)‏ (5 أكتوبر 1943 - 28 أغسطس 2014) كان لاعب كرة قدم إسباني، لعب كمدافع .

## الألقاب
ريال مدريد
- الدوري الأسباني (4) : 1966-1967 ، 1967-1968 ، 1968-1969 ، 1971-1972
- كأس إسبانيا (1) : 1969-1970

## روابط خارجية
- فيرناندو زونزونيغي على BDFutbol
- بروفايل سيلتا دي فيجو (بالإسبانية)